# Xylopia martinicensis
Xylopia martinicensis este o specie de plante angiosperme din genul Xylopia, familia Annonaceae, descrisă de Spreng.. Conform Catalogue of Life specia Xylopia martinicensis nu are subspecii cunoscute.